# Federal Building (Providence)
El Federal Building es una oficina de correos histórica, un juzgado y una aduana en la Plaza Kennedy en el Downtown de la ciudad Providence, la capital del estado de Rhode Island (Estados Unidos). Es un juzgado del Tribunal de Distrito de los Estados Unidos para el Distrito de Rhode Island. Fue construido en 1908 por Clarke & Howe de piedra caliza y acero y tiene un patio en el centro.

## Historia del edificio

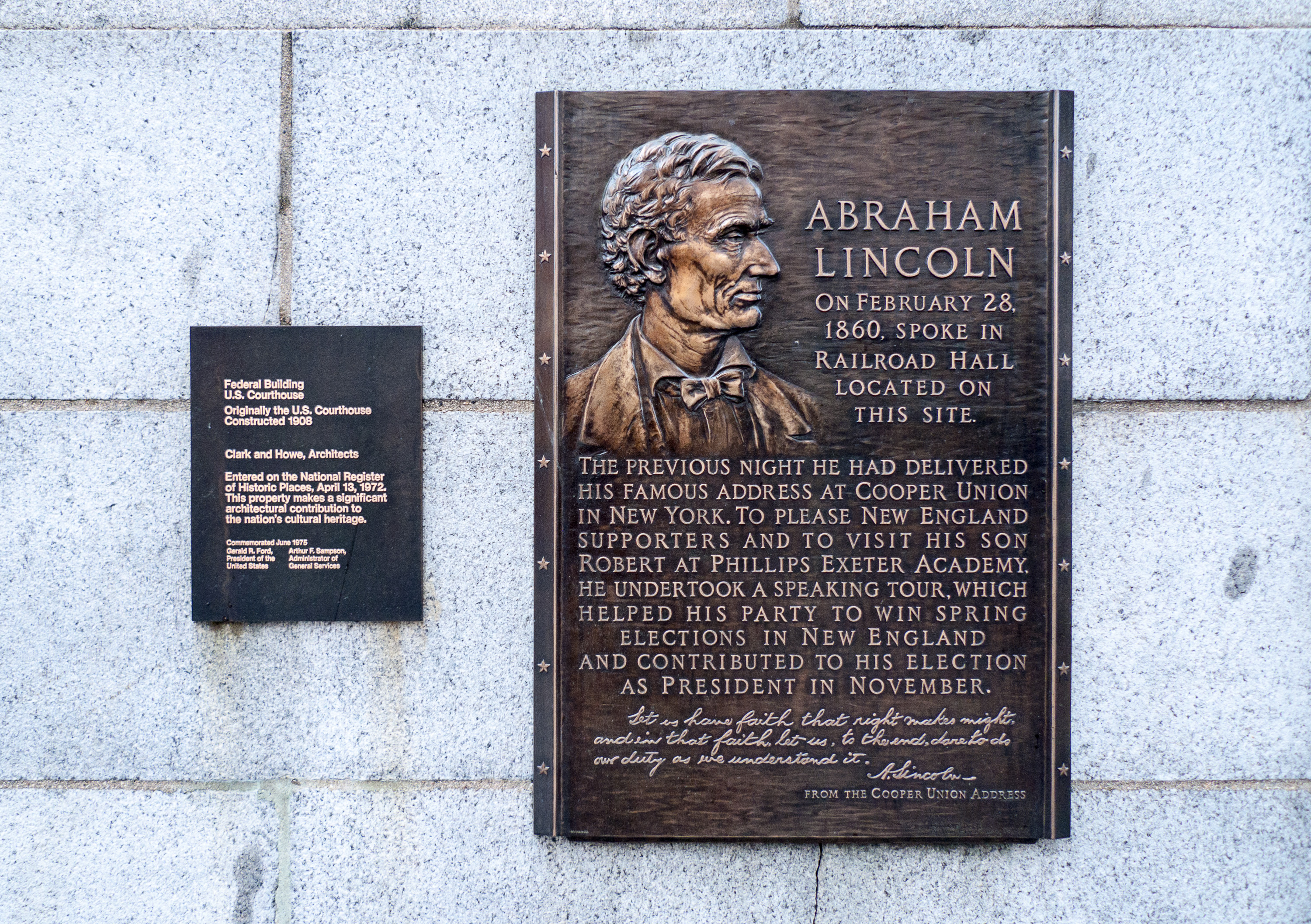
Una placa conmemora el discurso de Abraham Lincoln de 1860 en el Railroad Hall, que anteriormente se encontraba en el sitio del Federal Building.

En 1900, la ciudad de Providence, que crecía rápidamente, comenzó a presionar a la delegación del Congreso de Rhode Island ya los funcionarios en Washington sobre la necesidad de un nuevo edificio federal para reemplazar la Aduana de EE. UU. El Congreso finalmente fue persuadido, en 1902, de asignar un millón de dólares para una oficina de correos, un juzgado y una aduana. A cambio, la ciudad donó un sitio frente al Ayuntamiento, en el extremo este de Exchange Place, al gobierno federal. La transferencia se completó el 7 de julio de 1902.
Al año siguiente, el Departamento del Tesoro de EE. UU. realizó un concurso nacional de diseño que atrajo diez propuestas. La firma local de Clarke & Howe fue seleccionada por unanimidad como ganadora. El jurado, compuesto por James Knox Taylor, Arquitecto Supervisor del Tesoro, y varios otros arquitectos prominentes, remarcó que el diseño era "un edificio artístico, excelentemente planeado para su propósito" y que sería "un adorno para la ciudad". de la Providencia". Fue uno de los 35 edificios federales contratados por estudios de arquitectura en virtud de las disposiciones de la Ley Tarsney de 1893. La Ley autorizó al Secretario del Tesoro a usar arquitectos privados, seleccionados a través de concursos, para diseñar edificios federales y reflejó una demanda creciente de mayores estándares arquitectónicos para edificios públicos.
Los contratistas Horton y Hemenway comenzaron la construcción en 1904, solo dos años después de la aprobación de la primera ley general de edificios públicos, que cambió significativamente el proceso federal de construcción. La Oficina del Arquitecto Supervisor supervisó de cerca la construcción con fotografías de progreso mensuales y muestras de materiales de construcción enviadas a Washington. La construcción requirió la reubicación de las vías del tren y un puente sobre el río Providence. Terminado en 1908 a un costo de alrededor de 1,3 millones de dólares, la oficina de correos de Providence, el Palacio de Justicia y la Aduana fueron aclamados como uno de los mejores edificios federales fuera de Washington.
Las funciones de aduanas y correos se reubicaron a lo largo de los años y el edificio se entregó a la Administración de Servicios Generales de EE. UU. en 1961. Fue agregado al Registro Nacional de Lugares Históricos en 1972. Se han llevado a cabo amplias actividades de renovación y restauración, sobre todo a fines de la década de 1970 y nuevamente en 1999-2001. El exterior prácticamente no ha cambiado, y se han restaurado el vestíbulo y dos salas principales del tribunal.

## Arquitectura
Ubicado en el extremo este de Kennedy Plaza (anteriormente conocido como Exchange Place), en Downtown Providence, es un ejemplo notable del estilo Beaux Arts. El diseño parece deberle aspectos de su forma y detalle a la Aduana de Nueva York (1900-1907), diseñada por Cass Gilbert. Completado en 1908, es una estructura rectangular de cinco pisos, revestida de granito de New Hampshire sobre un marco de acero, con una base rústica. El edificio está casi perfectamente alineado con el Ayuntamiento de Providence (1873–1874) de estilo Segundo Imperio en el extremo opuesto de la plaza, y fue diseñado para complementarlo en estilo y volumen.
El edificio tiene siete tramos de ancho en los lados este y oeste y doce tramos de largo en los lados norte y sur. Las fachadas este y oeste están dominadas por pabellones salientes centrales. Cada pabellón está articulado por cuatro columnas de orden corintio de tres pisos que flanquean las aberturas de las ventanas y están unidas por balaustradas. En el segundo piso, las ventanas francesas están enmarcadas por columnas dóricas encajadas y rematadas con guirnaldas y cartuchos esculpidos. Las aberturas arqueadas, enriquecidas con claves y guirnaldas, abarcan las ventanas de doble altura que iluminan las salas de audiencias interiores en el tercer piso.
Los lados norte y sur del edificio están menos ornamentados. Sobre la base rústica hay una serie de aberturas de ventanas tripartitas flanqueadas por colosales pilastras corintias. Una pesada balaustrada se eleva sobre la cornisa del cuarto piso. Corre alrededor de los cuatro lados, ocultando parcialmente el quinto piso y el techo de cobre revestido de plomo con costura de listón.

Estatuaria alegórica

Dos grupos de estatuas alegóricas, diseñadas por J. Massey Rhind de Nueva York, flanquean las entradas principales en el lado oeste del edificio. Las estatuas de mármol tienen el doble de su tamaño natural y cada una consta de una figura sentada en el centro con figuras más pequeñas a cada lado. El grupo de la derecha representa “la Nación como Poder Soberano ”, flanqueado por Justicia, Ley y Orden ; el de la izquierda representa a la Providencia como Pensamiento Independiente, flanqueada por Industria y Educación.
El vestíbulo principal, ubicado dentro de la entrada oeste, se extiende a lo ancho del edificio. Terminado en piedra caliza de Indiana, tiene una bóveda de crucería de 7,3 m y artesonado que se detalla con rosetones. El techo sigue siendo una de las características más distintivas del edificio. La escalera principal curva se abre en el extremo sur del vestíbulo y conduce a los pisos superiores.
Quizás el espacio interior más impresionante es la cámara de doble altura de la Corte Federal de Distrito, ubicada en el tercer piso sobre la entrada oeste. Las paredes están revestidas con paneles de roble colocados detrás de colosales columnas emparejadas que sostienen un entablamento rematado por un techo abovedado con un tragaluz elíptico de vidrieras. La entrada principal, en eje con el banco del juez, está enmarcada por pilastras que llevan un frontón rebajado quebrado, asentado sobre consolas bellamente talladas. En el centro del frontón hay un águila, tallada en roble, sobre una corona con banderas cruzadas y fasces.
La sala del Tribunal de Equidad está en el lado este del tercer piso. Si bien es algo más pequeño que la sala de audiencias del Tribunal de Distrito, también es un espacio de doble altura. Las paredes están igualmente revestidas de roble y colocadas detrás de columnas estriadas y pilastras que sostienen un entablamento a nivel del techo.

## Galería

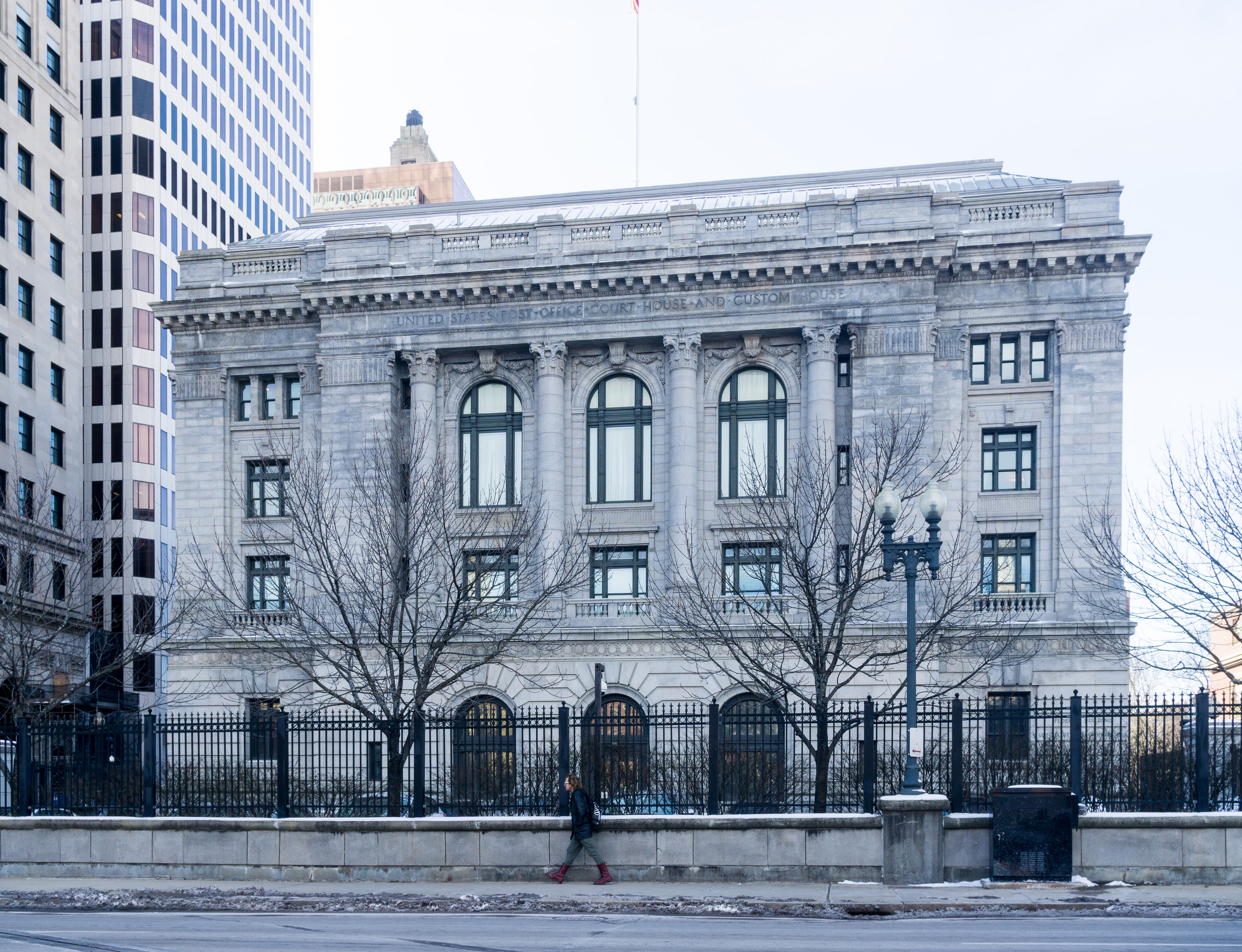
Vista desde Memorial Boulevard (parte trasera)
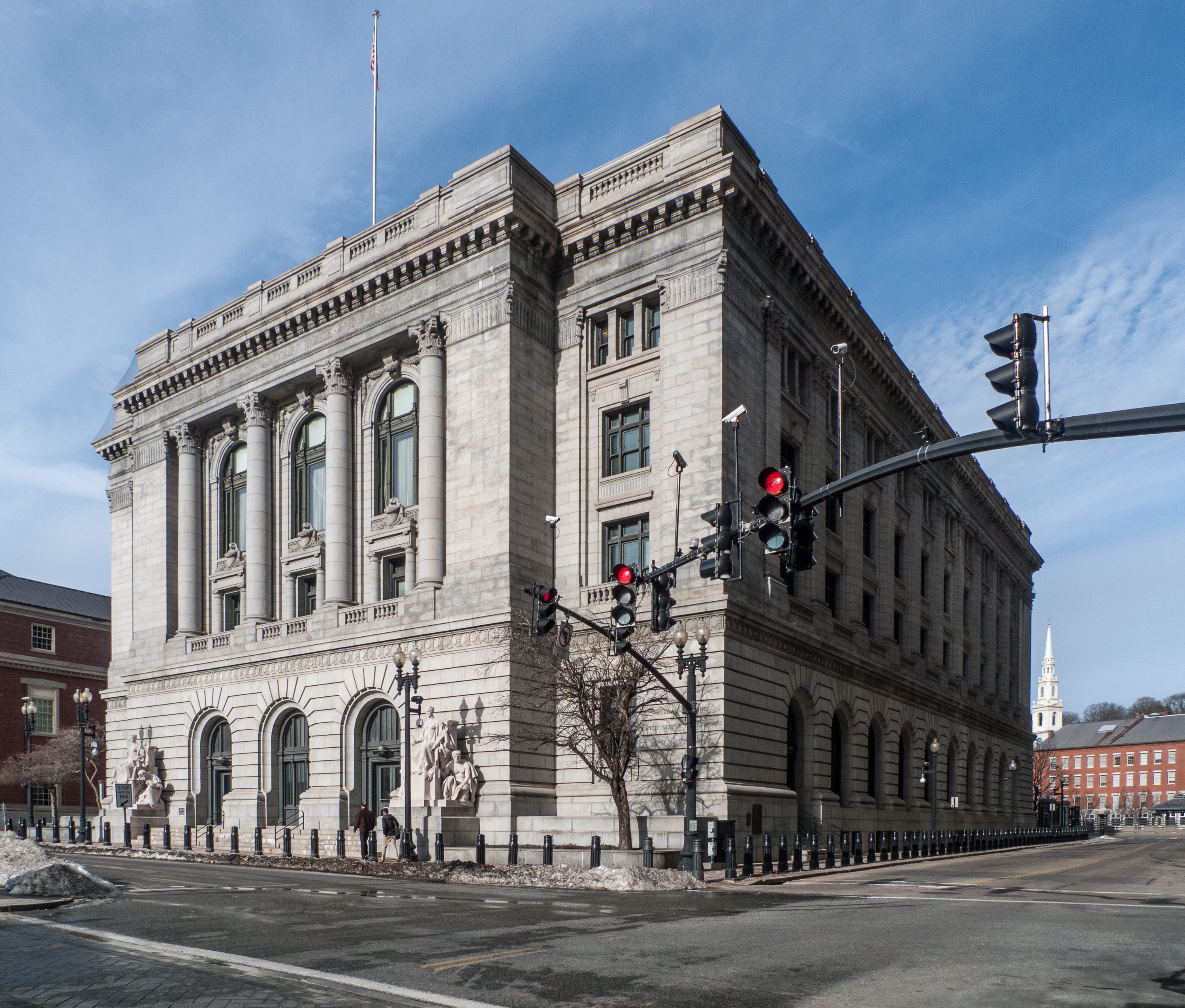
Vista desde Kennedy Plaza (frente)
Detalle de interiores
Biblioteca
Interior de la sala del tribunal